# 波里坎塞省
波里坎塞省是寮國中部的一个省，首府北汕。
波里坎塞省在1983年前是万象省和甘蒙省的一部分。

## 行政区划
- 北汕（ເມືອງປາກຊັນ）
- 塔帕巴县（塔博 ເມືອງທ່າພະບາດ）
- 巴卡汀县（ເມືອງປາກກະດິງ）
- 波里坎县（ເມືອງບໍລິຄັນ）
- 坎格县（ເມືອງຄຳເກີດ）
- 萬東縣（ເມືອງວຽງທອງ）
- 塞昌鹏县